# Azaleodes micronipha
Azaleodes micronipha là một loài bướm đêm thuộc họ Palaephatidae. Nó được tìm thấy ở núi Tamborine và Vườn quốc gia Lamington ở Queensland tới Mount Keira và Khu bảo tồn động vật Barren Grounds ở New South Wales.